# Starfire
Starfire (en español: Fuego Estelar) (Princesa Koriand'r) es una superheroína ficticia que aparece en los cómics publicados por DC Comics. Debutó en una historia preliminar insertada en DC Comics Presents #26 (octubre de 1982) y fue creada por Marv Wolfman y George Pérez. El nombre "Starfire" apareció por primera vez en un cómic de DC en la historia "The Answer Man of Space", en Mystery in Space #73, febrero de 1962, escrito por Gardner Fox.
En 2013, Starfire se ubicó en el puesto 21 en "Top 25 Heroes of DC Comics" de IGN.
Starfire ha aparecido en numerosos programas de televisión y películas de dibujos animados, incluso como miembro de los Jóvenes Titanes en la serie homónima de Cartoon Network, con la voz de Hynden Walch. Koriand'r hace su debut como adaptación en vivo en la serie Titanes de DC Universe y HBO Max, interpretada por Anna Diop.

## Historial de publicaciones
El diseño de la personaje (Koriand'r) incorporó aspectos de muchos personajes existentes. El artista George Pérez, al explicar la creación del personaje, afirmó:

...... Supuse, según la descripción, que Red Sonja estaba en el espacio exterior, por lo que terminó teniendo una pista visual de eso. Cuando Joe Orlando pasó y vio los bocetos de los personajes, sugirió que tal vez su cabello debería ser más largo. Que la llevé al noveno grado y le di la estela Mighty Mouse.

## Historia

### Origen
Starfire es en realidad la princesa Koriand'r del planeta Tamaran en el sistema Vega, y estaba en línea para gobernar el planeta como reina. Komand'r (también conocida como Blackfire), su hermana mayor, desarrolló una amarga rivalidad con ella después de sufrir una enfermedad en la infancia que le privó de la capacidad de aprovechar la energía solar para permitirle volar y, por extensión, su derecho al trono. Esta rivalidad continuó y se intensificó cuando las hermanas fueron enviadas a entrenarse como guerreras con los Caballeros de Okaara. Las cosas llegaron a un punto crítico durante un ejercicio de combate en el que Komand'r intentó matar a su hermana. Como resultado, Komand'r fue expulsada y juró venganza.
Esa venganza se produjo en un complot en el que Komand'r traicionó a su planeta al proporcionar información detallada sobre las defensas de Tamaran a sus enemigos, la Ciudadela. Conquistaron Tamaran con facilidad, y las condiciones de rendición incluían la esclavitud de Koriand'r, a quien nunca se le permitió regresar, ya que eso significaría que la Ciudadela devastaría el planeta por romper el tratado. Para su horror, Koriand'r supo que Komand'r era su maestro; su propia hermana mayor aprovechó al máximo los años de horrible servidumbre de su hermano, que incluyeron frecuentes torturas y explotación sexual. Cuando Koriand'r mató a uno de sus captores, Komand'r decidió ejecutarla como castigo, pero las hermanas fueron atacadas y capturadas por los Psions, un grupo de científicos extraterrestres sádicos. Mientras realizaba experimentos mortales con las hermanas para probar sus límites de absorción de energía solar, los Psion fueron atacados por las fuerzas de Komand'r. Koriand'r se liberó usando sus nuevos rayos estelares, explosiones destructivas de energía ultravioleta que fueron el resultado del experimento. Por lealtad familiar fuera de lugar, liberó a Komand'r, que aún estaba absorbiendo más cantidades de energía ultravioleta. Lejos de estar agradecido, Komand'r golpeó con desdén a su hermana de la misma manera, pero con más intensidad y poder, y la inmovilizó para su posterior ejecución.
Koriand'r escapó robando una nave espacial para huir al planeta más cercano, la Tierra, donde conoció al primer Robin (Dick Grayson) y sus compatriotas; ella se unió a ellos para formar los Jóvenes Titanes. Se convirtió en miembro fundador de este equipo y permaneció como miembro durante años, encontrando trabajo como modelo profesional con el nombre de Kory Anders. En aquel entonces Raven había llegado a la tierra y buscaba formar un grupo para enfrentar la inminente llegada de su padre Trigon, y luego de reunir a Robin, Cyborg, Kid Flash, Chico Bestia y Wonder Girl los envió a ayudar a Starfire contra sus perseguidores. Algún tiempo más tarde, Starfire se vio obligada a casarse con Karras, un príncipe de Tamaran, por razones de estado. Pero su esposo murió durante una batalla, y volvió a su planeta natal para volver a casarse, quedando viuda pasado algún tiempo.
Al principio, la hermana de Starfire, Komand'r, entró en conflicto con los Titanes: fue cuando se presentó bajo el nombre de Blackfire. Tiempo después, cuando Tamaran fue destruido, aparentemente junto con su planeta natal también desapareció Blackfire, para hacer aparición de nuevo y esta vez más poderosa que nunca, durante los eventos de la Crisis Infinita, tras supuestamente haber robado (y adquirido) los poderes de la misma diosa X'Hal.

### Crisis Infinita
En los eventos de la Guerra Rann-Thanagar, tiene una aventura con Animal Man y Adam Strange, en el cual luego de lo sucedido en su aventura perdida en la saga 52, y después de haber perdido temporalmente sus poderes, Starfire, producto de su lucha por mantener el orden en Thanagar y Rann, se pierden en el espacio en el año perdido de los superhéroes, para luego enfrentar una amenaza de un virus maligno que infectó a los habitantes de Rann, Thanagar y los Habitantes de Los Ángeles en la Tierra, virus derivado con su encuentro con Lady Styx.

### Los Nuevos 52/DC: Renacimiento
Tras el reinicio de la continuidad, Starfire llega a la Tierra escapando de sus captores, los Psions. allí conoce a Dick Grayson, que por un tiempo formó una amistad que terminó en romance, a pesar de este corto encuentro, encuentra a un equipo de antihéroes con la cual se identificó con Los Outlaws, al lado de Jason Todd y Roy Harper como forajidos antihéroes,. en las páginas del cómic de Red Hood and the Outlaws. Posteriormente tras una polémica recepción de este cómic con la forma sexista que fue recibido, Starfire vuelve a una carrera en solitario para intentar convivir y conocer un poco mejor la especie humana en su propia miniserie mensual, "Starfire", donde debido a una revelación anterior, no recordaba el corto tiempo que tuvo con Dick Grayson, al cual este si la recordaba, incluso, unos breves cambios en el Universo DC no recordó si formaba parte de los Teen Titans originales (debido a que la naturaleza tamaraneana no retiene por largo período estos recuerdos según los cambios de continuidad de Los Nuevos 52), cuando se encuentra a Dick (Ahora bajo el alter ego de "Agente 37" tienen un breve reencuentro al intentar atrapar a un villano, ya que por ese entonces tras los hechos de "Maldad Eterna" Dick se le dio por muerto aparentemente, luego de este encuentro logra recordar su relación con Dick.
Tras los acontecimientos de la retrocontinuidad de "DC: Renacimiento", es reclutada a la fuerza por el Robin (Damian Wayne) para formar parte de los Jóvenes Titanes.

## Matrimonio y otras relaciones
Mientras era miembro de los Jóvenes Titanes, Koriand'r estuvo frecuentemente involucrado románticamente con Robin (Dick Grayson). Se ha casado dos veces, ambas con hombres tamaraneanos: una con el príncipe Karras para sellar un tratado de paz; y una vez al General Phy'zzon por amor. Karras murió en la batalla, mientras que Phy'zzon murió tratando de defender New Tamaran contra Sun Eater.
Entre estos, estuvo a punto de casarse con Dick Grayson, pero su boda fue interrumpida por Raven (quién era malvada en ese momento). Raven asesinó al sacerdote antes de que pudiera pronunciar a Dick y Koriand como marido y mujer, pero canónicamente todavía estaban casados independientemente (The Flash (vol. 2) # 81-83). La relación ya estaba en un terreno inestable después de la llegada de Raven, con Koriand'r temiendo que Dick se apresurara a casarse y también preocupado por los sentimientos anti-alienígenas que surgieron en respuesta a la noticia de las nupcias inminentes.
En la historia de Titans of Tomorrow, Batwoman dijo que Starfire tendría un futuro maravilloso con Nightwing. La mestiza Mar'i Grayson nació de su unión en la línea de tiempo de Kingdom Come. Sin embargo, durante Infinite Crisis, una imagen de la línea de tiempo de Titans Tomorrow muestra una lápida que supuestamente pertenece a un Dick Grayson fallecido.

## Poderes y habilidades
Al igual que todos los Tamaranios y casi como Superman, la fisiología exótica de Starfire constantemente absorbe la radiación ultravioleta y la convierte en energía para el vuelo, lo que deja una estela de energía distintiva detrás, viéndose como si viniera directamente de su cabello. Los experimentos de absorción de energía solar a cabo en ella por los psions le concedieron la habilidad de canalizar y proyectar esa misma energía en explosiones destructivas llamadas "starbolts" (rayos estelares). Como se muestra en los Insiders "crossover historia de arco (Teen Titans y Outsiders)", Starfire también puede liberar una enorme cantidad de energía almacenada como una explosión de gran alcance omnidireccional, muchas veces más poderoso que el estándar de sus explosiones. La energía liberada, la deja en un estado debilitado.
Starfire posee fuerza sobrehumana, el nivel más alto de su fuerza no se conoce todavía, pero es mucho mayor que la de los seres humanos normales; principios de materiales de promoción se refieren a ella como que posee la fuerza de "ocho hombres".
Ella es muy competente en la lucha armada y no armada, después de haber sido entrenada en las artes por los caudillos de Okaara.
En los últimos Cómics donde sale Starfire, se da a conocer que ella tiene Magia Estelar, que le permite hacer campos de fuerza, mover cosas y más cosas.

### Asimilación lingüística
Starfire también es capaz de asimilar otros idiomas a través del contacto físico labial con otra persona.

## Otras versiones
- En Amalgam Comics, Starfire (Kory) se combinó con Shatterstar de Marvel Comics para crear a Shatterstarfire.[13]
- En la línea de tiempo alternativa del evento Flashpoint, Starfire se une a las Furias de las Amazonas. Ella tiene la intención de quemar la ciudad hasta los cimientos.[14] Starfire luego persigue a los miembros del circo Dick Grayson y Boston Brand para Helm de Nabu de Doctor Fate. Starfire y las Amazonas con ella mueren en una explosión de gasolina causada por Dick.[15]
- En el universo Kingdom Come, Kory se casó con Dick y tuvieron una hija llamada Mar'i Grayson. En algún momento, ella muere, lo que pone a prueba la relación de Dick y Mar'i. Mar'i se inspiró en sus padres para convertirse en la superheroína Nightstar.
- En el universo de Superman/Batman Mash-Up, Star Canary es una fusión de Starfire y Black Canary.[16]
- En el vínculo cómico con Injustice: Gods Among Us, Starfire y los Titanes quedan devastados cuando la explosión nuclear causada por el Joker mata a Beast Boy y a Kid Flash. Todavía alberga un interés romántico por Dick Grayson (quien recientemente dejó el equipo para unirse a la Liga de la Justicia) en esta realidad. A pesar de las advertencias de Dick, ella y los otros titanes llegan a la Fortaleza de la Soledad para ayudar a Superboy a detener a Superman. Superman hiere mortalmente a Superboy y envía al resto de los Titanes a la Zona Fantasma no solo para salvar la vida de Conner, sino también para asegurarse de que no interfieran con sus planes. En la precuela de Injustice 2, ella y el resto de los Titanes son rescatados de la Zona Fantasma por la Insurgencia.
- En Teen Titans Go! #46 (un cómic derivado de la serie de televisión), se revela que Starfire tiene un hermano menor llamado Wildfire. Cuando los gordanianos atacaron a Tamaran, sus padres instalaron una nave para salvarlo lanzándolo a otro planeta, salvando así el linaje de la familia real Tamaranean. Posteriormente, Blackfire, en un intento de hacer un tratado entre Tamaranians y Gordanians, les da a Starfire como esclava (preparando su aparición en el episodio "Go!"). Como resultado de la ausencia de Starfire y Wildfire, sus padres habían muerto trágicamente con el corazón roto. Aparentemente, Wildfire viene a la Tierra para encontrarse con su segunda hermana mayor, pero se revela que es la cambiante Madame Rouge, quien fue ayudada en el engaño por Blackfire. Al descubrir esto, Starfire, furiosa y desconsolada, repudia a Blackfire y jura encontrar a su hermano menor perdido hace mucho tiempo, ya que él es la única familia que le queda.
- En Teen Titans: Earth One, Starfire aparece como la fuente de poder de Cyborg, Changeling, Kole, Terra, Jericho, Tempest e Impulse. Hace varios años, Starfire escapó de su mundo devastado por la guerra y aterrizó en la Tierra, solo para ser secuestrada por S.T.A.R. Labs y Niles Caulder en un intento por derrocar al gobierno de EE. UU. implantando su ADN alienígena en humanos a través del Proyecto Titanes. Todos los niños utilizados en este experimento desarrollaron sus poderes cuando Starfire pasó por la pubertad. Entre los experimentos utilizados por los laboratorios STAR se encontraba un clon fallido que lleva el nombre de su malvada hermana mayor.
- En Nightwing: El Nuevo Orden, Nightwing pone fin a una disputa en curso entre seres con superpoderes al activar un dispositivo que quita el poder al noventa por ciento de la población con superpoderes, incluida Starfire. Esto genera un futuro en el que los superpoderes están prohibidos y cualquier ser con superpoderes debe tomar medicamentos inhibidores o ser contenido y estudiado en caso de que los medicamentos no funcionen con ellos. Antes de esto, Dick y Kory estaban casados y tenían un hijo llamado Jake (quien pronto desarrolla los poderes de Starfire). Después de que Dick se une a los Crusaders y comienza a vigilar a la comunidad metahumana, Kory deja a su familia y se une a los Titanes para luchar contra el gobierno antimetahumano. Cuando Dick y Jake se unen a los Titanes para restaurar los superpoderes de la población metahumana, Jake actúa con frialdad hacia su madre por el efecto que su ausencia dejó en él y su padre. Dick y Kory siguieron siendo amigos y Kory hizo un mayor esfuerzo por estar allí para su hijo.[17]

## Recepción
Starfire ocupó el puesto 21 en la lista de IGN de 2013 de los "25 mejores héroes de DC Comics". También ocupó el puesto 20 en la lista de las "100 mujeres más sexys en cómics" de Comics Buyer's Guide.

## Apariciones en otros medios

### Televisión

#### Animación
- Teen Titans: En la serie animada de Cartoon Network Los Jóvenes Titanes, Starfire ingresa al grupo en una situación bastante similar a la descrita en los primeros números de "Los Nuevos Titanes". El grupo comienza cuando Starfire (una joven natal del planeta 'Tamaran') es enviada como "trofeo" o esclava a otro planeta. En el viaje por el universo, Starfire decide escapar y, por ser el planeta más cercano, aterriza en la Tierra. Sin conocer el planeta ni sus costumbres, Starfire se ve confundida. Sus manos estaban esposadas. Desesperada, intenta romperlas con cualquier objeto grande y fuerte que encontrara. La gente creía que Starfire tenía malas intenciones. Debido a su fuerza, podía destruir a cualquier cosa o persona, pero esas no eran sus intenciones. En esto, el joven Robin descubre a Starfire y piensa lo peor. Starfire desde su punto de vista, también cree que él es malo. Algunos héroes ocultos como Cyborg (el joven mitad robot y mitad humano), Chico Bestia (también llamado Garfield, proveniente de los héroes de "Doom Patrol") y Raven (Rachel Roth) (hija de un demonio llamado "Trigon" y oriunda de la dimensión de Azarath) ven lo ocurrido, y ayudan a Robin por esa vez. Después de una gran batalla, Robin descubre que las intenciones de Starfire eran buenas. El verla agobiada por sus manos y brazos esposados, Robin, la libera. Luego, Starfire utiliza su Omnilingüismo, besa a Robin y aprende el idioma. Lo suelta, y durante la búsqueda de Starfire, los cuatro jóvenes consiguen encontrarla y mostrarle que no son malos. Por su parte, ella les cuenta su historia. Los extraterrestres, conocidos como los Psions, enfadados por el escape de Starfire, la buscan en la Tierra. Los cinco jóvenes descubren que hacen un buen equipo y se unen para derrotarlos. Luego de la victoriosa pelea los cinco se unen para siempre. Durante la tercera temporada, Chico Bestia le entrega una oruga de polilla a la que bautiza como 'Sedita' ("Silkie" en inglés, y que irónicamente ahora forma parte de la continuidad del DCU como su mascota) la cual sale hasta casi el final de la cuarta temporada, lo cual permitió ver su lado maternal, aunque Robin no quiere que la polilla viva con ellos, al final la acepta. Un detalle curioso es que cuando ella besó a Robin aprendió su idioma inmediatamente tal y como ocurrió en la película con un chico japonés. La situación es idéntica a como ocurrió lo mismo en los cómics canónicos del Universo DC. En la película de la serie (Teen Titans: Trouble in Tokyo) Starfire demuestra su habilidad con los videojuegos donde también se desarrolla la relación amorosa con Robin (algo que quedó inconcluso en los cómics, cuando Dick bajo su identidad a Nightwing estuvo a punto de casarse, luego que tuviera que sacrificar su matrimonio con Dick por su eventual y obligada boda con el guerrero Karras para sellar un tratado de paz o con al general Phy'zzon por amor, pero que en la serie animada nunca ocurrió), al final de la batalla con Saiko-Tek comparten un tierno beso y al final de la película son mostrados tomados de la mano.
- DC Nation: Unos cortos de la franja de animación y al mismo tiempo un programa en donde aparece unos extras de Los Jóvenes Titanes de los cuales fue la base de la serie Los Jóvenes Titanes en acción.
- DC Super Hero Girls: Starfire aparece como un personaje recurrente en Super Hero High School. Su apariencia se basa en su aspecto original, con su cabello castaño liso en lugar de rizado. Ella conserva su patrón de habla inusual del idioma inglés de los otros espectáculos animados. Su apariencia se basa en su versión original de DC Comics, aunque conserva sus patrones de habla excéntricos de los otros dos programas mencionados anteriormente. Ella se muestra con frecuencia trabajando con su buen amigo Cyborg.
- DC Super Hero Girls (serie de televisión): Aparece como una niña con trenzas de Pippi Longstocking. Aquí se muestra que si come algo que contenga azúcar, sus poderes se descontrolan y realiza bolas de energía masivas. Hynden Walch le da voz a Starfire en todas menos en la última de estas apariciones, en las que el personaje es interpretado por Grey DeLisle.

#### Series live-action
- Starfire aparece como un personaje principal en la serie DC Universe Titans, interpretada por Anna Diop. En la serie, Kory Anders se despierta después de un accidente automovilístico sin el recuerdo de su pasado. Ella aprende que puede proyectar llamas brillantes y calientes, impulsadas por el sol, desde sus manos. Kory une fuerzas con Dick Grayson / Robin y Gar Logan / Beast Boy para proteger a la empática Rachel Roth / Raven de quienes la persiguen.[19] Finalmente descubre que fue enviada a la Tierra para matar a Rachel, a fin de evitar la liberación de su padre demonio y la inminente aniquilación de su mundo natal. En cambio, decide quedarse en la Tierra para ayudar a Rachel a aprender a controlar sus poderes como parte de la nueva encarnación de los Titanes de Dick.

### Películas animadas
- Starfire aparece en los Teen Titans animados serie de películas de adaptación Los Jóvenes Titanes: Misión Tokio, con Hynden Walch retomando su papel anterior de la serie animada. En la película, se pone más atención en el floreciente romance de Robin y Starfire, que culmina con los dos compartiendo un beso romántico después de que Brushogun es derrotado y al final se convierten en una pareja, como evidencia de que se toman de la mano.
- Starfire aparece en Superman/Batman: Enemigos Públicos como parte de la fuerza de superhéroes empleados por el gobierno de Lex Luthor. Aunque Jennifer Hale recibe crédito de voz, Starfire no tiene ninguna línea, lo único que realmente "dice" son los efectos vocales que produce cuando Superman la golpea. Su aparición en esta película es muy parecida a su contraparte cómica, aparte de sus starbolts que son verdes en lugar de rosados.
- Starfire tiene un breve cameo en Batman vs. Robin que aparece como una imagen fija en el teléfono de Dick Grayson, aunque la imagen está oculta debido a una notificación de llamada entrante de Alfred. Kory llama a Dick mientras está cuidando a Damian y le dice a Dick qué lleva puesto. Dick intenta hacer arreglos para pasar tiempo con ella antes de descubrir que Damian escapó y Batman necesitaba ayuda. Su voz nunca se escucha.
- Starfire hace otro cameo en Batman: Bad Blood, esta vez con la voz de Kari Wahlgren. Ella y Dick tenían planes para una cita en Torre de los Titanes, pero Dick la canceló después de una pelea con Blockbuster y una llamada de emergencia de Alfred. Su imagen en el teléfono de Dick Grayson está nuevamente oscurecida por una notificación de llamada entrante de Alfred, aunque esta vez se puede ver más de la imagen; Se puede confirmar que tiene ojos verdes sólidos y cabello rojo.[20]
- Starfire aparece en la película animada Justice League vs. Teen Titans, con Kari Wahlgren repitiendo su papel.[21] Se revela que es el miembro más viejo y maduro de los Titanes, así como la líder después de la partida del líder original Robin, ahora Nightwing, con quien fue vista hablando sobre los problemas de Damian. Su traje y peinado corresponden en gran medida a su versión cómica original.
- Starfire aparece en Lego DC Comics Super Heroes: Justice League – Gotham City Breakout, con Hynden Walch repitiendo su papel. Ella está presente en la fiesta de cumpleaños de Batman. También se la ve en un vídeo chat con Robin y al final de la película en Batcave en la fiesta de bienvenida de Batman.
- Hynden Walch repite su papel de Starfire en la película directa a video DC Super Hero Girls: Héroe del Año. Si bien su apariencia se basa más en su versión cómica, conserva su afecto en el discurso de la serie Teen Titans. Ella lucha contra los monstruos oscuros de Dark Opal antes de la ceremonia del Héroe del Año.
- Starfire aparece en la película animada Teen Titans: The Judas Contract, con Kari Wahlgren repitiendo su papel. Una escena retrospectiva (que tuvo lugar cinco años antes) muestra que su origen coincide con su versión de la serie de televisión en la que los Teen Titans originales (que consistían en Robin, Speedy, Kid Flash, Beast Boy y Bumblebee) la rescataron de los gordanianos y ella aprendió el idioma inglés besando a Robin. En el presente, ella acepta la oferta de Dick de compartir un departamento. Aunque no está segura de su papel como líder, Dick le asegura que la eligió como líder del equipo y su novia por una razón. Al igual que la película anterior, parece incapaz de emitir su energía ultravioleta de color verde brillante de sus ojos.
- Starfire aparece como un personaje principal en DC Super Hero Girls: Juegos Intergalácticos. Como una de las heroínas competidoras de Superhero High, termina luchando contra su propia hermana mayor por el campeonato. Cuando más tarde Blackfire cambia de bando, combina sus energías de rayos verdes brillantes con las de color lila de Blackfire; donde fácilmente los diezmaron de una vez, ya que ella señaló que eran más fuertes usando "la explosión de la unión".
- Una camarera con una versión exótica del disfraz de Starfire (basada en su primera aparición en New 52) hace un cameo en Batman y Harley Quinn.
- Starfire es uno de los personajes principales de la película teatral animada de 2018 Teen Titans Go! to the Movies, nuevamente con la voz de Hynden Walch.
- Los Teen Titans Go! y las versiones originales de la serie animada Teen Titans de Starfire aparecen en Teen Titans Go! vs. Teen Titans, con Hynden Walch repitiendo el papel de ambos. Además, varias versiones alternativas de Starfire aparecen a lo largo de la película, que incluyen sus contrapartes de Tiny Titans, el cómic New Teen Titans y el Universo de Películas Animadas de DC.
- Starfire aparece en la película animada Justice League Dark: Apokolips War, con Kari Wahlgren repitiendo su papel.[21] Se muestra primero junto con el resto de titanes escuchando los planes de la invasión a Apokolips, vuelve aparecer en un recuerdo de la caída de los titanes a manos de los Parademonios donde su cuerpo esta partido a la mitad junto con los cuerpos de bumblebee y kid flash, luego es resucitada junto con Wonder Woman, Mera, Detective Marciano y Hawkman en furias robóticas, aparece por última vez junto con los sobrevivientes en el resto de la Torre Titán con un Dick Grayson trastornado en sus piernas observando el fin de su línea de tiempo. Su traje y peinado corresponden en gran medida a su versión cómica original sumándole las modificaciones cuando es trasformada en una furia.

### Videojuegos
- Starfire es un personaje jugable en los videojuegos de consola y videojuegos Teen Titans Game Boy Advance, con Hynden Walch retomando su papel en este último.
- Starfire aparece en DC Universe Online, con la voz de Adrienne Mishler.
- Starfire aparece como un personaje reproducible (solo Wii U) en Scribblenauts Unmasked.
- Starfire aparece como un personaje jugable a través de contenido descargable en Lego Batman 3: Beyond Gotham, diseñado después de su aparición en el programa de televisión Teen Titans.
- Starfire aparece como un luchador jugable a través de contenido descargable en Injustice 2, con Kari Wahlgren retomando su papel.[22] Cyborg menciona directamente que ella y Chico Bestia fueron asesinados en Metropolis Explosion en el Capítulo Uno del modo historia. Sin embargo, en los cómics de Injustice: Gods Among Us, Superman en realidad atrapó a Starfire junto con otros Titans en la Zona Fantasma. En su final de jugador individual, ella es la última de los Titans ya que Dick Grayson y Beast Boy han sido asesinados mientras Cyborg se unió al Régimen y Raven se convirtió en un sirviente de su padre, Trigon. Para superar la pérdida de sus amigos, forma un nuevo equipo de Titans con Blue Beetle, Firestorm y Supergirl. Las variantes de color de sus trajes incluyen colores para representar a Blackfire y sus "emoticlones" (un guiño a Teen Titans Go!), entre otros.
- La versión de Starfire de Teen Titans Go! aparece como un personaje jugable en Lego Dimensions, con Hynden Walch repitiendo su papel.
- Starfire aparece como un personaje jugable en Lego DC Super-Villains, con Kari Wahlgren retomando su papel.
- Starfire aparece como un personaje jugable en DC Unchained.